# Kjell Stormoen
Kjell Stormoen, född 24 mars 1931 i Bergen, död 22 oktober 2010, var en norsk skådespelare, scenograf och teaterchef.
Stormoen var utbildad gravör och var anställd som dekoratör vid Trøndelag Teater 1945–1948. Han var senare anställd som skådespelare vid Riksteatret 1952–1953, Den Nationale Scene 1953–1969 och vid Nationaltheatret 1969–1973 samt 1980–1986. Han var chef för Rogaland Teater 1951–1952 och för Trøndelag Teater 1973–1979.
Som allsidig karaktärsskådespelare visade han i komedier, realistiskt drama och tragedier en bred förmåga. Hans spel i Shakespeares, Molières och Holbergs komedier präglades av lyrisk fantasi och ett oförlikneligt humör. Han visade fin bredd som Ehrenpreis i Johan Herman Wessels Kjærlighet uten strømper, och styrka och originalitet präglade hans framställning av den kallt beräknande lakejen i Sartres Lyckta dörrar, titelrollen i Peder W. Cappelens Loke och gatusångaren i Bertolt Brechts Tolvskillingsoperan. Starkast som människoskildring i hans repertoar står Solomon i Arthur Millers The Price.
Till Stormoens viktigaste filmer hör Kimen (1974), Streik! (1975) och Eggs (1995, Amandaprisen). Han hade en huvudroll i den svenska TV-serien Familjen (2002).